# 菊川市埋蔵文化財センター
菊川市埋蔵文化財センター（きくがわしまいぞうぶんかざいセンター）は、静岡県菊川市下平川618番地の1にある埋蔵文化財センター。通称は「菊川市埋蔵文化財センターどきどき」。

## 歴史
菊川市埋蔵文化財センターは2014年（平成26年）2月27日に開所式が行われ、翌日28日に開館した。
菊川市は以前、市内遺跡の出土品については文化財事務所及び環境保全センター倉庫に保管していた。しかし建物が老朽化し、収蔵量も限界に近づいたため、新たな保管場所が必要になった。合併により旧小笠学校給食センターが空き施設となっていたため、そこを改修整備し、市内の埋蔵文化財の調査研究・普及活用及び保存管理事業の拠点として活用するために、同センターとして開設することとなった。
同センターの愛称は公募により、98点の応募の中から市文化財保護審議会、事務局での選考を経て、市長の選定により「どきどき」と決定した。「どきどき」は「土器とドキドキ」という意味で応募された。

## 活動
主要な事業として、菊川市の埋蔵文化財に関する調査研究、展示などを行っている。また、次の3点について事業を行っている。
- 文化財保護事業

菊川市文化財保護審議会を年2回開催している。委員は近現代史や考古学などの専門家によって構成される。委員会では、年度ごとの事業報告、事業計画などが協議される。
　
- 文化財管理事業

1月26日は文化財防火デーだが、この頃全国で文化財防火運動が展開されている。菊川市ではこの時期に、消防法に基づいて、応声教院山門、黒田家住宅、潮海寺仁王門への立入調査を行っている。それに加え、黒田家住宅、潮海寺仁王門では、所有者、地元自主防災組織および消防署・消防団による防火訓練を実施している。
- 文化財普及事業

埋蔵文化財センターの周知と活用を目的に、市内の小学生を対象としたどきどきフェスティバル（地域文化体験教室焼きびな作り、土器作り体験）を行っている。また、中学生職業体験の受け入れを行っている。
その他、出前行政講座として、市民からの要望に応じて社会教育課文化振興係職員が出向き、『「文化財」ってなんだろう？』というタイトルで、菊川の歴史や文化財に関する講座を行っている。

## 施設
施設概要は下記の通りである。
- 所在地 静岡県菊川市下平川618番地1(小笠北小学校隣)
- 建築面積 943.70m2

### 施設内容
- 延床面積は912.09m2
- 館内施設
  - 展示室-41.40m2
    - 出土品の展示
    - ガラスケース9個に大小約300点を展示

  - 作業室A-30.48m2
    - 土器の復元作業
    - 図面整理作業等

  - 作業室B-40.48m2
    - 出土遺物の洗浄作業・仕分け作業等

  - 収蔵庫A-240.00m2
    - 調査済(報告書刊行済)の遺物の収蔵
    - 約4,000箱収蔵可能の棚を整備
    - 一部写真撮影室として使用

  - 収蔵庫B-252.92m2
    - 調査中の遺物の収蔵
    - 約2,400箱収蔵可能の棚を整備[6]

## 収蔵品
- 嶺田式土器

嶺田遺跡から出土した弥生時代の壺。弥生時代中期の標識土器。1954年に旧菊川市立岳洋中学校の社会科研究クラブの生徒によって発見された。嶺田遺跡は旧菊川市立岳洋中学校、現在は工場となっているところが中心と考えられる。
- 白岩式土器

白岩遺跡から出土した弥生時代の壺で、弥生時代中期後葉（約2000年前）の標識土器。「嶺田式土器」よりも新しいものである。白岩遺跡は菊川市立菊川西中学校の西、西方川と東名高速道路が交わる付近にある。
- 菊川式土器

赤谷遺跡から出土した弥生時代の壺であり、弥生時代中期の「嶺田式」「白岩式」に続く後期の土器。嶺田式、白岩式と違って、遺跡名ではなく旧菊川町・菊川流域というところから名づけられた。弥生時代の土器だが、胴体には縄文で模様が付けられている。
- 上平川大塚１号墳出土「三角縁獣紋帯同向式鏡」（レプリカ）。

菊川市上平川に存在した前方後円墳である大塚古墳から1920年から1921年に出土した。本物は現在、東京国立博物館に所蔵されている。中国で作られたと考えられており、同様の鋳型から作られた鏡が、京都府の椿井大塚山古墳、岡山県の備前車塚古墳、三重県の久保古墳から見つかっている。このことから、上平川大塚1号墳に葬られた人物と畿内王権とのつながりを示すものであるとされている。

## 利用案内
- アクセス
しずてつジャストライン菊川浜岡線「平田」停留所から徒歩約8分。（JR東海道線菊川駅から浜岡営業所行バスで約24分。）
菊川市コミュニティバス丹野・嶺田コース「塩の道公園前」停留所から徒歩約4分。
- 開館時間[11]
8時15分から17時
- 休館日[11]
土曜日・日曜日・祝祭日・年末年始
- 入館料[11]
無料

### 周辺施設
- 小笠北小学校
- 塩の道公園
- 黒田家住宅
- 代官屋敷資料館